# Carl Duering
Gerald Percy Fox, né Gerhard Fuchs le 29 mai 1923 à Berlin (Allemagne) et mort le 1er septembre 2018 à Londres (Angleterre), est un acteur britannique d'origine allemande, connu sous le nom de scène de Carl Duering.

## Biographie
Né Gerhard Fuchs à Berlin, il émigre au Royaume-Uni où il est naturalisé sous le nom de Gerald Percy Fox. Devenu Carl Duering à la scène, il contribue à trente-six films majoritairement britanniques, depuis Sa dernière mission de Philip Leacock (1953, avec Dirk Bogarde et Ian Hunter) jusqu'à Saltwater (en) de Conor McPherson (film irlandais, 2000, avec Brian Cox et Conor Mullen).
Entretemps, mentionnons Les Sept Tonnerres d'Hugo Fregonese (1957, avec Stephen Boyd et James Robertson Justice), Arabesque de Stanley Donen (film américain, 1966, avec Gregory Peck et Sophia Loren), Orange mécanique de Stanley Kubrick (1971, avec Malcolm McDowell et Patrick Magee), Ces garçons qui venaient du Brésil de Franklin J. Schaffner (coproduction américano-britannique, 1978, avec Laurence Olivier et Gregrory Peck), ainsi que Possession d'Andrzej Żuławski (film franco-allemand, 1981, avec Isabelle Adjani et Sam Neill). 
À la télévision (britannique principalement), il apparaît dans soixante-neuf séries entre 1953 et 1992, dont Le Saint (deux épisodes, 1963-1966), L'Aventurier (un épisode, 1973), Les Orages de la guerre (mini-série, 1989) et Les Aventures du jeune Indiana Jones (son avant-dernière série, un épisode, 1992).
S'ajoutent dix-sept téléfilms à partir de 1952 (premier rôle à l'écran, dans un court métrage) et jusqu'en 1999, dont Inside the Third Reich de Marvin J. Chomsky (1982, avec Rutger Hauer et John Gielgud).
Carl Duering meurt à 95 ans, en 2018.

## Filmographie partielle

### Cinéma
- 1953 : Sa dernière mission (Appointment in London) de Philip Leacock : un officier allemand
- 1953 : Les Bérets rouges (The Red Beret) de Terence Young : Rossi
- 1954 : Meurtre sur la Riviera (Beautiful Stranger) de David Miller : le deuxième marin
- 1954 : Les hommes ne comprendront jamais (The Divided Heart) de Charles Crichton : le facteur
- 1955 : Les Indomptables de Colditz (The Colditz Story) de Guy Hamilton : un officier allemand
- 1956 : L'Homme qui n'a jamais existé (The Man Who Never Was) de Ronald Neame : un agent allemand
- 1957 : La Cousine d'Amérique (Let's Be Happy) d'Henry Levin : un inspecteur des douanes
- 1957 : Les Sept Tonnerres (Seven Thunders) de Hugo Fregonese : le major Grautner
- 1958 : La Bataille des V1 (Battle of the V-1) de Vernon Sewell : un scientifique
- 1961 : Les Canons de Navarone (The Guns of Navarone) de J. Lee Thompson : un opérateur radar allemand
- 1962 : The Main Attraction de Daniel Petrie : un chauffeur de bus
- 1965 : Opération Crossbow (Operation Crossbow) de Michael Anderson : un officier allemand sur l'aire à missiles
- 1966 : Arabesque (titre original) de Stanley Donen : le premier ministre Hassan Jena
- 1968 : Duffy, le renard de Tanger (Duffy) de Robert Parrish : Bonivet
- 1970 : Darling Lili de Blake Edwards : le général Kessler
- 1970 : Underground d'Arthur H. Nadel : Stryker
- 1971 : Orange mécanique (A Clockwork Orange) de Stanley Kubrick : Dr Brodsky
- 1972 : Roi, Dame, Valet (King, Queen, Knave) de Jerzy Skolimowski : Enricht
- 1974 : Gold de Peter Hunt : un membre du syndicat
- 1975 : Sept hommes à l'aube (Operation: Daybreak) de Lewis Gilbert : Karl Frank
- 1976 : Le Voyage des damnés (Voyage of the Damned) de Stuart Rosenberg : l'ambassadeur allemand
- 1976 : Portrait de groupe avec dame (Gruppenbild mit Dame) d'Aleksandar Petrović : un officier français
- 1978 : Ces garçons qui venaient du Brésil (The Boys from Brazil) de Franklin J. Schaffner : Trausteiner
- 1981 : Possession d'Andrzej Żuławski : le détective
- 2000 : Saltwater (en) de Conor McPherson : Konigsberg

### Télévision

#### Séries
- 1961 : One Step Beyond, saison 3, épisode 27 Les Vengeurs (The Avengers) de John Newland : un musicien
- 1961 : Maigret, saison 2, épisode 3 Un échec de Maigret (Death of a Butcher) : Victor
- 1961 : Chapeau melon et bottes de cuir (première série, The Avengers), saison 1, épisode 23 Dead of Winter : Gerhardt Schneider
- 1963-1966 : Le Saint (The Saint)
  - Saison 2, épisode 27 Jusqu'au bout (The Saint Sees It through, 1963) de Robert S. Baker : le capitaine de la police
  - Saison 5, épisode 11 Ultra secret (Paper Chase, 1966) de Leslie Norman : Kruger
- 1965 : Sherlock Holmes, saison 1, épisode 9 Les Plans de Bruce-Partington (The Bruce-Partington Plans) : Herr Oberstein
- 1968 : L'Homme à la valise (Man in a Suitcase), saison unique, épisode 17 Qui perd gagne (Somebody Loses, Somebody… Wins?) de John Glen : un colonel de la Stasi
- 1971 : Jason King, saison unique, épisode 2 Une page avant de mourir (A Page Before Dying) : Lanik
- 1973 : L'Aventurier (The Adventurer), saison unique, épisode 3 Deux fois deux (Double Exposure) de Cyril Frankel : le colonel Kazan
- 1975 : Regan, saison 2, épisode 3 Supersnout : Dantziz
- 1989 : Les Orages de la guerre (War and Remembrance), mini-série, 9e et 10e parties : Dr Karl Goerdeler
- 1992 : Les Aventures du jeune Indiana Jones (TheYoung Indiana Jones Chronicles), saison 2, épisode 3 Allemagne, mi-août 1916 (Germany, Mid-August 1916) de Simon Wincer et Carl Schultz : Richter

#### Téléfilms
- 1975 : Zwei Finger einer Hand de Georg Marischka : Stephenson
- 1982 : Inside the Third Reich de Marvin J. Chomsky : Hugo Elsner
- 1993 : Stalag Luft d'Adrian Shergold : le premier fouilleur
- 1999 : The Waiting Time de Stuart Orme : le pasteur Weiden